# Zentrale Kontrollkommission der KPdSU
Die Zentrale Kontrollkommission der Kommunistischen Partei der Sowjetunion (KPdSU) (russisch Центральная контрольная комиссия КПСС; Transkription: Zentralnaja Kontrolnaja Komissija KPSS: Abkürzung: ЦКК; Transkription; ZKK) war von 1920 bis 1934 und von 1990 bis 1991 das höchste Kontroll- und Disziplinarorgan in der Hierarchie KPdSU. 
Die Zentrale Kontrollkommission der KPdSU wachte über die Disziplin und Moral der Mitglieder und Kandidaten der Partei und darauf, dass sie das Parteiprogramm und das Statut der Partei befolgten. Die Zentrale Kontrollkommission konnte Strafen aussprechen, einschließlich des Parteiausschlusses. Die Kontrollkommission besprach auch Eingaben von Parteimitgliedern, die von ihren lokalen Parteiorganisationen disziplinarisch bestraft worden waren.
Vorgängerpartei der KPdSU war ab 1918 die Kommunistische Partei Russlands (Bolschewiki) (russ. РКП(б); Transkription: RKP(b)), die 1925 in Kommunistische Allunions-Partei (russ .ВКП(б); Transkription: WKP(b)) umbenannt wurde und 1952 in Kommunistische Partei der Sowjetunion (russ. КПСС; Transkription: KPSS). Entsprechend hieß die Kontrollkommission früher dann auch Zentrale Kontrollkommission der Kommunistische Allunions-Partei. 
1920 bis 1921 gab es lediglich eine Kontrollkommission, die 1921 aufgeteilt wurde in die Zentrale Revisionskommission (russ. Центральная ревизионная комиссия КПСС; Abkürzung: ЦРК; Transkription: Zentralnaja rewisionnaja komissija; ZRK) und in die Zentrale Kontrollkommission.
Während der Zentralen Revisionskommission die finanzielle Kontrolle oblag, war die Zentrale Kontrollkommission für die Kontrolle der Parteidisziplin zuständig. Gemäß Statut der KPdSU wurden die Mitglieder der Zentralen Revisionskommission vom Parteitag gewählt. Sie konnten nicht gleichzeitig Mitglieder des Zentralkomitees der KPdSU (ZK der KPdSU) sein.
Bis 1934 wurde ein angesehenes Mitglied des Politbüros für jeweils zwei bis drei Jahre zum Vorsitzenden der Zentralen Kontrollkommission gewählt, da sie nicht gleichzeitig Mitglieder des ZK der KPdSU sein durften. Der Vorsitz über die Zentrale Kontrollkommission bedeutete eine große Machtposition in der Partei. Gewöhnlich hatten Mitglieder des Politbüros den Vorsitz.
1934 bis 1952 gab es statt der Zentralen Kontrollkommission die Parteikontrollkommission (russ. Комиссия партийного контроля при ЦК ВКП(б); Abkürzung: КПК; Transkription: KPK) und von 1952 bis 1990 das Komitee für Parteikontrolle beim ZK der KPdSU (russ. Комитет партийного контроля при ЦК КПСС).
Im Unterschied zur vorher bestehenden Zentralen Kontrollkommission wurden die Mitglieder jetzt nicht mehr auf dem Parteitag gewählt, sondern nur noch vom Zentralkomitee der KPdSU bestätigt. Faktisch wurden sie vom Sekretariat des Zentralkomitees der KPdSU bestimmt.
Von 1934 bis 1946 war der Vorsitzende der Parteikontrollkommission gleichzeitig Sekretär des ZK der KPdSU und Mitglied des Organisationsbüros des ZK der KPdSU (russ. Оргбюро ЦК ВКП(б)).
Auf dem 28. Parteitag der KPdSU 1990 wurden das Komitee für Parteikontrolle beim ZK der KPdSU und die Zentrale Revisionskommission wieder zu einem Organ zusammengefasst, der Zentralen Kontrollkommission.

## Vorsitzende der Zentralen Kontrollkommission
Von 1920 bis 1923 gab es die Funktion eines Vorsitzenden der Zentralen Kontrollkommission nicht, da die Aktivitäten der Kontrollkommission auf der russischen Landesebenen von Josef Stalin, dem Volkskommissar für die Arbeiter- und Bauerninspektion (РКИ oder Rabkrin) geleitet wurden.
Vorsitzende der Zentralen Kontrollkommission der RKP(b) und WKP(b):
- Walerian Kuibyschew (1923–1926)
- Grigori Ordschonikidse (1926–1930)
- Andrei Andrejew (1930–1931)
- Jan Rudsutak (1931–1934)

Vorsitzende der Kommission für Parteikontrolle beim ZK der WKP(b):
- Lasar Kaganowitsch (1934–1935)
- Nikolai Jeschow (1935–1939)
- Andrei Andrejew (1939–1952)

Vorsitzende des Komitees für Parteikontrolle beim ZK der KPdSU:
- Matwei Schkirjatow (1952–1954)
- Posten nicht besetzt (1954–1956)
- Nikolai Schwernik (1956–1966)
- Arwid Pelsche (1966–1983)
- Michail Solomenzew (1983–1988)
- Boris Pugo (1988–1990)

Vorsitzende der Zentralen Kontrollkommission der KPdSU:
- Boris Pugo (1990–1991)
- Jewgeni Machow (russ. Евгений Николаевич Махов) (1991)